# Harry Barkus Gray
Harry Barkus Gray (Woodburn, 14 de novembro de 1935) é um químico estadunidense.
Catedrático da cadeira Arnold O. Beckman, é professor de química do Instituto de Tecnologia da Califórnia.
Foi laureado com a Medalha Nacional de Ciências (1986), Medalha de Ouro do American Institute of Chemists (1990), Medalha Priestley (1991), Medalha Benjamin Franklin (2004), Prêmio Wolf de Química (2004).

## Publicações selecionadas
- Electron Tunneling Through Water: Oxidative Quenching of Electronically Excited Ru(tpy)22+ (tpy=2,2':6,2"-terpyridine) by Ferric Ions in Aqueous Glasses at 77 K, A. Ponce, H. B. Gray, and J. R. Winkler, J. Am. Chem. Soc. 2000, 122, 8187-8191.
- Bond-Mediated Electron Tunneling in Ruthenium-Modified High-Potential Iron-Sulfur Protein, E. Babini, I. Bertini, M. Borsari, F. Capozzi, C. Luchinat, X. Y. Zhang, G. L. C. Moura, I. V. Kurnikov, D. N. Beratan, A. Ponce, A. J. Di Bilio, J. R. Winkler, and H. B. Gray, J. Am. Chem. Soc. 2000, 122, 4532-4533.
- Electron Tunneling in Biological Molecules, J. R. Winkler, A. J. Di Bilio, N. A. Farrow, J. H. Richards, and H. B. Gray, Pure Appl. Chem. 1999, 71, 1753-1764.
- Optical Detection of Cytochrome P450 by Sensitizer-Linked Substrates, I. J. Dmochowski, B. R. Crane, J. J. Wilker, J. R. Winkler, and H. B. Gray, Proc. Natl. Acad. Sci. USA 1999, 96, 12987-12990.
- Substrates for Rapid Delivery of Electrons and Holes to Buried Active Sites in Proteins, J. J. Wilker, I. J. Dmochowski, J. H. Dawson, J. R. Winkler, and H. B. Gray, Angew. Chem. Int. Ed. 1999, 38, 90-92.
- Protein Folding Triggered by Electron Transfer, J. R. Telford, P. Wittung-Stafshede, H. B. Gray, and J. R. Winkler, Acc. Chem. Res. 1998, 31, 755-763.
- Electron Transfer in Proteins, H. B. Gray and J. R. Winkler, Annu. Rev. Biochem. 1996, 65, 537-561.
- Protein Folding Triggered by Electron Transfer, T. Pascher, J. P. Chesick, J. R. Winkler, and H. B. Gray, Science 1996, 271, 1558-1560.
- Electron-Tunneling in Proteins - Coupling Through a b-Strand, R. Langen, I-J. Chang, J. P. Germanas, J. H. Richards, J. R. Winkler, and H. B. Gray, Science 1995, 268, 1733-1735.
- Mechanism of Catalytic Oxygenation of Alkanes by Halogenated Iron Porphyrins, M. W. Grinstaff, M. G. Hill, J. A. Labinger, and H. B. Gray, Science 1994, 264, 1311-1313